# Tinospora cordifolia
Tinospora cordifolia är en tvåhjärtbladig växtart som först beskrevs av Carl Ludwig von Willdenow, och fick sitt nu gällande namn av John Miers. Tinospora cordifolia ingår i släktet Tinospora och familjen Menispermaceae. Inga underarter finns listade i Catalogue of Life.

## Bildgalleri

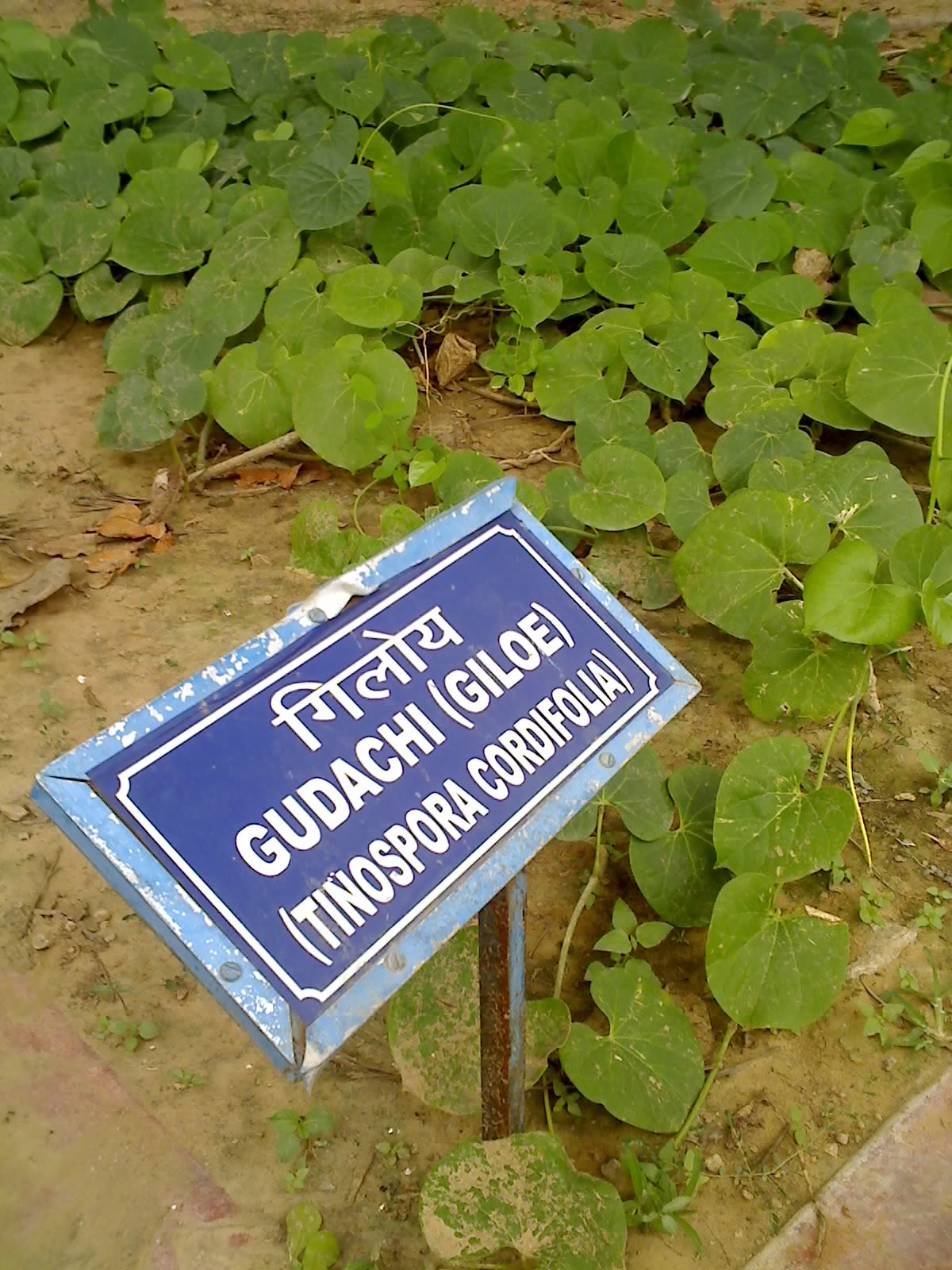